# Осот їстівний
Осот їстівний (Cirsium esculentum) — вид рослин із родини айстрових (Asteraceae).

## Біоморфологічна характеристика
Багаторічна трава, безстеблова. Усі листки прикореневі, зелені, поверхня гладка з густими або рідкісними довгими багатоклітинними волосками; ніжка листка з цільними безперервними крилами; листкова пластинка зворотно-ланцетна чи ± вузькоеліптична, 6–21 × 2.5–7 см; сегменти 4–7 пар, базальні зазвичай редуковані до шипів, інші косояйцеподібні, еліптичні чи напівкруглі, край з шипами 2–4 мм і зубцями з шипами до 1 см; кінцевий сегмент найбільший. Квіткових голів 5–9, у базальному скупченні. Розетка приквітків дзвінчаста, 2.5–3 см у діаметрі, гола. філярії ≈ в 6 рядів. Квіточки двостатеві. Віночок пурпуровий, ≈ 2.7 см, трубка ≈ 1.5 см. Сім'янка жовтувата, ≈ 5 мм. Щетина папуса біла чи брудно-біла, ≈ 2.7 см. Цвітіння й плодоношення: серпень — вересень. 2n = 34.

## Середовище проживання
Вид зростає у Євразії від сходу Європи й Туреччини до півночі Китаю (Китай, Туреччина, Україна, Росія, Грузія, Вірменія, Азербайджан, Казахстан, Узбекистан, Киргизстан, Монголія, Таджикистан).
Населяє вологі місця, у воді на рівнинах або на горбистих місцевостях.
В Україні вид росте на солончакуватих луках — у Лівобережному Лісостепу та Степу, нерідко.